# 台湾美毛蛛
台湾美毛蛛（学名：Callitrichia formosana）为皿蛛科美毛蛛属的动物。分布于台湾等地。该物种的模式产地在台湾。其种加词“formosana”意为“台湾的”。